# Won Bin
Won Bin  (en hangul, 원빈; seudónimo de Kim Do Jin, en hangul, 김도진; Jeongseon, Provincia de Gangwon, Corea del Sur, 10 de noviembre de 1977) es un actor surcoreano, conocido por sus papeles en series de televisión y largometrajes como Otoño en mi corazón (2000), Taegukgi (2004), Madeo (2009) y El hombre sin pasado (2010).

## Vida y carrera

### Primeros años
Won nació en Jeongseon en Gangwon-do, Corea del sur. Es el quinto hijo de un matrimonio, tiene un hermano y tres hermanas. Su padre era empleado en una mina y su madre trabajaba en una granja, actualmente ambos están jubilados. Como es común en los niños que viven en las regiones montañosas, Won pasó la mayor parte de su juventud jugando con amigos en las montañas y ríos de alrededor, más tarde explicó "La mayoría de las noches volvía a casa al atardecer con la cara negra y polvorienta." Es considerado frecuentemente tímido, introspectivo y tranquilo, estos rasgos le acompañan hasta la actualidad. A pesar de no ser hablador o extrovertido, destacó en los deportes. Won dio clases de taekwondo y actualmente es cinturón negro. En su juventud, pensó en ser mecánico de coches por su interés en carreras de coches y motos. Won se graduó en mecánica en el instituto.
En noviembre de 1995, una cadena de televisión por cable estaba buscando y contratando nuevos actores; Won se presentó y fue aceptado durante su último semestre en el instituto. Comenzó a tomar clases de actuación en las oficinas de la cadena y apareció en varias series de televisión. El mes siguiente, Won formó un contrato con una agencia de talentos.

### Debut
Won hizo su debut en pantalla coon un papel secundario en la serie de 1997 Propose. Su papel en Ready Go! (1998) le ayudó a pulir sus habilidades en la actuación. Después de Ready Go!, se tomó un descanso y entró en la escuela Paekche Institute of the Arts para recibir clases de actuación. En 1999 Won apareció en la pequeña pantalla con un papel protagonista en la serie Kwangki por el que fue reconocido como joven promesa de la actuación.
Hizo su gran aparición en el año 2000 con las series Kkokji y Otoño en mi corazón. Su papel como hijo rebelde en Kkokji probó su potencial y su papel en la exitosa serie Otoño en mi corazón le catapultaron a la lista A de intérpretes en Corea. Otoño en mi corazón se emitió con éxito en Asia y le convirtió en una de los actores más populares no sólo de Corea sino de Asia. En el año 2002, Won participó en la primera producción conjunta de Corea del Sur y Japón, la serie Friends.
Además Won ha participado en varias películas incluyendo Guns&talks y My brother, pero es su retrato del hermano pequeño en la película bélica Taegukgi (2004) lo que le catapultó a la escena internacional. Taegukgi fue la película más taquillera en Corea del Sur el año 2004 con 11.75 entradas vendidas.
Su carrera se vio interrumpida por el servicio militar obligatorio surcoreano. Después de graduarse en la Escuela de Artes de la Universidad de Yong-In en 2005, Won comenzó su servicio militar en noviembre de 2005 en un puesto en la Zona Desmilitarizada, puesto para el que se ofreció voluntario. El 2 de junio de 2006, el ejército confirmó que Won Bin ya no era soldado activo. Esta decisión fue tomada por el ejército cuando Won Bin se hirió el LCA, fue oficialmente licenciado el 7 de junio de 2006. Tras la cirugía pasó un año en un programa de rehabilitación para recuperarse.
Won fue nombrado embajador de buena voluntad de UNICEF el 6 de septiembre de 2007. Ha participado en varios programas y eventos de calidad en Corea para UNICEF desde entonces, ha aparecido en varios vídeos publicitarios.
En abril de 2008, Won confirmó su participación en la película Madeo dirigida por Bong Joon-ho. La filmación comenzó en septiembre de 2008 y terminó en febrero de 2009. La película fue seleccionada para competir en la sección Un Certain Regard del Festival de Cine de Cannes en 2009. Apareció en el estreno mundial de la película el 16 de mayo de 2009 en la alfombra roja del Festival de Cine de Cannes. En agosto de 2010 estrenó la película El hombre sin pasado.

## Filmografía

### Películas
- Saturday, 2:00 PM (토요일 오후 2시; 1998).
- Guns & Talks (킬러들의 수다; 2001).
- Taegukgi (태극기 휘날리며; 2004).
- My Brother (우리형; 2004).
- Madeo (마더; 2009).
- El hombre sin pasado (아저씨; 2010).[2][3]

### Series de televisión
- Propose (프로포즈; 1997).
- Ready, Go! (레디 고!; 1998).
- Kwangki (광끼; 1999).
- Small Station (그가 간이역에 내렸다; 2000).
- Kkokji (꼭지; 2000).
- Otoño en mi corazón (가을동화; 2000).
- Friends (프렌즈, フレンズ; 2002).

### Revistas / sesiones fotográficas
| Año  | Título        | Notas |
| ---- | ------------- | --- |
| 2013 | InStyle Korea | junto a Lee Byung-hun, Ahn Sung-ki, Kim Hye-soo, Lee Bo-young y Kim Rae-won - (publicación de diciembre) |